# Primeira infância
Primeira infância é o período dos primeiros anos de vida, em particular, os cinco primeiros, de um ser humano, que são marcados por intensos processos de desenvolvimento. É uma fase determinante para a capacidade cognitiva e sociabilidade do indivíduo, pois o cérebro absorve todas as informações, as respostas são rápidas e duradouras. Segundo especialistas, as crianças nesta fase precisam de oportunidades e estímulos, para que possam desenvolver cada uma de suas aptidões. 

Estudos demonstram que é durante a primeira infância que o cérebro humano desenvolve a maioria das ligações entre os neurônios. Até os 4 anos de idade, as cerca de 100 bilhões de células cerebrais com as quais uma criança nasce desenvolvem 1 quatrilhão de ligações. O número é o dobro de conexões que um adulto possui. Aos 4 anos, estima-se que a criança tenha atingido metade do seu potencial intelectual. 
Em dezembro de 2011, o Brasil registrou mais de 11 milhões de crianças nessa faixa etária.
Levando-se em conta o aspecto legal, a primeira infância compreende o período que abrange os primeiros 6 (seis) anos completos ou 72 (setenta e dois) meses de vida da criança, conforme dispõe o artigo 2º, da Lei nº 13.257, DE 8 DE MARÇO DE 2016, que dispõe sobre as políticas públicas para a primeira infância.
De acordo com a Secretaria de Assuntos Estratégicos, o Brasil vem melhorando significativamente seus indicadores em relação à primeira infância. Obteve avanços surpreendentes em termos de cobertura e qualidade da atenção materno-infantil e reduziu as taxas de mortalidade infantil e subnutrição. A mortalidade infantil apresentava índice de 34 para cada mil nascidos vividos, em 2000. O mesmo índice foi reduzido para 22 em 2010. Na área da saúde são 32 mil equipes de saúde da família (mais de 50% da população coberta), 250 mil agentes comunitários de saúde e 21 mil equipes de saúde bucal; a assistência social já conta com 6 mil centros de referência da assistência social (CRAS) e na educação,  2 milhões de crianças atendidas em 46 mil creches (19% da população de 0 a 3 anos coberta).

## Unificação de políticas para a primeira infância
O governo federal do Brasil estuda a unificação de políticas públicas que atendam crianças de 0 a 3 anos nas áreas de educação, saúde e assistência social. O desafio é reunir todas as políticas e construir um protocolo único de atendimento. Segundo o ministro Moreira Franco, da Secretaria de Assuntos Estratégicos, da tabela de vacinação às atividades lúdicas que estimulem o aprendizado, passando pela creche, a ideia é que haja uma só porta de entrada para esses programas, por meio da qual os pais serão orientados sobre as opções que vão atender às necessidades de suas crianças.Considerando a individualidade de cada uma, a política vai garantir o atendimento dos seus direitos de forma personalizada. Há uma expectativa de que a ação voltada para crianças mais jovens signifique uma redução da desigualdade entre jovens e adultos no futuro da.

## Estatuto da Primeira Infância
A Lei n.º 13.257/2016 prevê a formulação e implementação de políticas públicas voltadas para as crianças que estão na “primeira infância” (período que abrange os primeiros 6 (seis) anos completos ou 72 (setenta e dois) meses de vida).
Estabelece de forma expressa o dever do Estado de estabelecer políticas, planos, programas e serviços para a primeira infância e ainda que o pleno atendimento dos direitos da criança na primeira infância constitui objetivo comum de todos os entes da Federação, segundo as respectivas competências constitucionais e legais, a ser alcançado em regime de colaboração entre a União, os Estados, o Distrito Federal e os Municípios (art. 8º).
A sociedade participa solidariamente com a família e o Estado da proteção e da promoção da criança na primeira infância (art. 12).